# Spencer Tracy
Spencer Tracy (Milwaukee, 5. travnja 1900. – Los Angeles, 10. lipnja 1967.), američki filmski i kazališni glumac, dvostruki dobitnik Oscara. Tracy se smatra jednim od najvećih glumaca u filmskoj povijesti. 1999. ga je Američki filmski institut postavio među najveće muške filmske zvijezde u povijesti, točnije na 9. mjesto od njih 100. Devet je puta bio nominiran za Oscara za najboljeg glumca.

## Karijera
Rođen je u Milwaukeeju, Wisconsin, kao drugi sin Johna Edwarda Tracyja,  irsko- američkog  katolika i prodavača kamiona, i Caroline Brown,  protestantice. Kršten je kao Spencer Bonaventure Tracy.
Tracyjevi djed i baka s očeve strane, John Tracy i Mary Guhin, rođeni su u Irskoj. Podrijetlo njegove majke potječe od Thomasa Stebbinsa, koji je emigrirao iz  Engleske krajem tridesetih godina  17. toljeća. Tracy je pohađao šest srednjih škola, počevši s Wauwatosaom 1915., a onda školu Svetog Ivana za dječake u Milwaukeeeju sljedeće godine. Obitelj Tracy tada se preselila u Kansas City, Missouri. Očev posao nije najbolje prošao u Kansas Cityju pa se obitelj vratila u Milwaukee šest mjeseci nakon odlaska. Spencer se upisao na Marquette Academy, još jednu jezuitsku školu, gdje je upoznao kolegu glumca  Pata O'Briena. Dvojica su napustili školu u proljeće 1917. kako bi se prijavili u mornaricu jer je Amerika ulazila u Prvi svjetski rat, ali Tracy je ostao u mornaričkoj bazi u Norfolku, Virginia tokom cijelog rata. Nakon toga je nastavio svoje srednjoškolsko obrazovanje u vojnoj i mornaričkoj akademiji u Lake Genevi, Wisconsin, ali je završio školovanje u drugoj školi u Milwaukeeju u veljači 1921.
Nakon pohađanja koledža Rippon gdje se pojavio u glavnoj ulozi u predstavi Istina, odlučio je da će se posvetiti glumi. Dok je bio na turneji s glumačkom družinom s Rippona, prijavio se i prihvatio poziv s Američke akademije dramskih umjetnosti u New Yorku. Na Broadwayu se prvi put pojavio u ulozi robota u djelu  Karela Čapeka, R.U.R. (1922.), nakon čega je slijedilo još pet predstava na Broadwayu u dvadesetima. 1923. se oženio s kolegicom glumicom Louise Treadwell. Dobili su dvoje djece, Johna i Louise (Susie).
Nekoliko je godina nastupao u repertoarnom kazalištu u Michiganu, Kanada, i Ohiju. Konačno, 1930., pojavio se na Broadwayu u hit predstavi, The Last Mile. Redatelj John Ford vidio je Tracyja u toj predstavi i angažirao ga za film Up the River za Fox Pictures. Ubrzo su se on i njegova obitelj preselili u Hollywood, gdje je snimio preko 25 filmova u pet godina.
1935. je potpisao za Metro Goldwyn Mayer. Osvojio je Oscara za najboljeg glumca dvije godine uzastopno, za filmove Kapetan Hrabrost (1937.) i Grad dječaka (1938.).
Bio je nominiran i za filmove  San Francisco (1936.), Mladenkin otac (1950.), Loš dan u Black Rocku (1955.),  Starac i more (1958.), Naslijedi vjetar (1960.), Suđenje u Nürnbergu (1962.) i postumno za Pogodi tko dolazi na večeru (1967.). Tracy i Laurence Olivier s devet nominacija dijele rekord po broju nominacija za Oscara.
1941. je Tracy započeo vezu s Katharine Hepburn, čija su se oštroumnost i irski naglasak  Nove Engleske vrlo uklapali s Tracyjevim radničkim mačizmom. Iako se razišao sa svojom ženom, Louise, bio je praktični katolik te se nikad nije razveo. On i Hepburn su zajedno snimili devet filmova.
Sedamnaest dana nakon završetka snimanja svojeg posljednjeg filma, Pogodi tko dolazi na večeru, s Hepburn, umro je od srčanog udara u dobi od 67 godina.
Gotovo četredset godina nakon njegove smrti, Tracy se i dalje smatra jednim od najboljih glumaca svojeg vremena. Mogao je utjeloviti junaka, negativca, ili komičara i biti tako uvjerljiv da publika pomisli da je on uistinu lik kojeg glumi. Tracy je bio jedan od najranijih holivudskih "realističnih" glumaca; njegove izvedbe ne poznaju vremenske granice.
Godine 1988., kalifornijsko sveučilište iz Los Angelesa (UCLA) i Susie Tracy su kreirali UCLA Spencer Tracy nagradu. Nagrada se dodjeljuje glumcima kao odavanje počasti za njihova postignuća. Dosadašnji dobitnici su William Hurt, James Stewart, Michael Douglas, Denzel Washington, Tom Hanks, Anthony Hopkins, Jodie Foster, Anjelica Huston, Nicolas Cage, Kirk Douglas, Jack Lemmon i Morgan Freeman.

## Izabrana filmografija
- 20 000 godina u Sing Singu (1932.)
- Moć i slava (1933.)
- Bijes (1936.)
- San Francisco (1936.)
- Kapetan Hrabrost (1937.)
- Probni pilot (1938.)
- Grad dječaka (1938.)
- Stanley i Livingstone (1939.)
- Sjeverozapadni prolaz (1940.)
- Dr. Jekyll i g. Hyde (1941.)
- Žena godine (1942.)
- Trideset sekundi iznad Tokija (1944.)
- Edward, moj sin (1949.)
- Adamovo rebro (1949.)
- Malaya (1949.)
- Mladenkin otac (1950.)
- Narod protiv O'Hare (1951.)
- Pat i Mike (1952.)
- Glumica (1953.)
- Loš dan u Black Rocku (1955.)
- Planina (1956.)
- Starac i more (1958.)
- Naslijedi vjetar (1960.)
- Suđenje u Nürnbergu (1961.)
- Kako je osvojen Zapad (1962.)
- Pogodi tko dolazi na večeru (1967.)

## Vanjske poveznice
- Spencer Tracy u internetskoj bazi filmova IMDb-u (engl.)
- Spencer Tracy na Internet Broadway Databaseu (engl.)